# Biblioteca Virtual Antorcha
Biblioteca Virtual Antorcha es una biblioteca en línea sobre ciencias sociales lanzada en el año 2000. Es la continuación de la editorial mexicana independiente Ediciones Antorcha, fundada en 1975 por Chantal López y Omar Cortés. El material disponible tiene la particularidad de que la mayoría de los textos han sido revisados personalmente por los administradores del sitio.
Los temas principales de la biblioteca son obras clásicas de Derecho, filosofía, historia, política, literatura, pedagogía y psicología. También dispone de hemeroteca, fonoteca y videoteca. Si bien la biblioteca virtual Antorcha es sobre ciencias sociales en general, conserva el antiguo interés de Ediciones Antorcha en libros que expongan la temática del antiguo movimiento magonista de México y del anarquismo clásico (colectivista) de Europa.